# Los Barriales
Los Barriales (también conocida como Villa Los Barriales) es una localidad y distrito del departamento Junín, en la provincia de Mendoza, Argentina.
Tiene una superficie de 44,58 km². 
Emplazado en el extremo NO departamental de Junin, limita al oeste con Maipú y al norte con San Martín; al sur con Rodríguez Peña y Ciudad, y al este con La Colonia. El sector urbano principal se ubica en el centro del distrito; pero hay otro núcleo poblacional asentado en una especie de “punta” que se extiende hacia el norte hasta la vecindad de la ciudad sanmartiniana de Palmira (barrios Jardín Ferroviario I y II).
Su principal vía de comunicación es la ruta provincial N.º 60, que en parte de su recorrido recibe el nombre de Carril Barriales. También constituyen caminos importantes los carriles Chimbas, Nuevo y Remedios de Escalada, y la calle Miguez. Los canales San Martín y Chimbas son sus principales cauces de agua de riego.
Los Barriales es el distrito de mayor crecimiento en los últimos años, tanto en el aspecto poblacional como agrícola, industrial y comercial. Está primero en el departamento en lo que hace a cantidad de bodegas, además de poseer otras expresiones de la agroindustria como fábricas de aceite de oliva, aceitunas y jugos. Su agricultura es rica y variada, incluyendo vides, olivos, frutales, legumbres, forrajes y cereales.

## Geografía

### Población
Contaba con 3,872 habitantes (Indec, 2001), lo que representa un incremento del 76,5% frente a los 2,194 habitantes (Indec, 1991) del censo anterior. Incluye Estación Jorge Newbery.

### Sismicidad
La sismicidad del área de Cuyo (centro oeste de Argentina) es frecuente y de intensidad baja, y un silencio sísmico de terremotos medios a graves cada 20 años.
Sismo de 1861aunque dicha actividad geológica catastrófica, ocurre desde épocas prehistóricas, el terremoto del 20 de marzo de 1861 (163 años) señaló un hito importante dentro de la historia de eventos sísmicos argentinos ya que fue el más fuerte registrado y documentado en el país. A partir del mismo la política de los sucesivos gobiernos mendocinos y municipales han ido extremando cuidados y restringiendo los códigos de construcción. Y con el terremoto de San Juan de 1944 del 15 de enero de 1944 (81 años) el gobierno sanjuanino tomó estado de la enorme gravedad sísmica de la región.
Sismo del sur de Mendoza de 1929muy grave, y al no haber desarrollado ninguna medida preventiva, mató a 30 habitantes
Sismo de 1985fue otro episodio grave, de 9 s de duración, derrumbando el viejo Hospital del Carmen de Godoy Cruz.